# Baltimore club
Baltimore club, también llamado "Bmore club" o "club music" es una fusión de breakbeat y house, caracterizado por su staccato, fue creado en Baltimore, Maryland, hacia finales de los años 1980 por pioneros como Luther Campbell, Frank Ski, Big Tony (o Miss Tony) y Scottie B.
El Baltimore club se basa en una estructura de 8/4 tiempos, y suele sonar a un tempo en torno a 130 bpm. Combina trozos de vocales sampleados de modo repetitivo de modo similar al ghetto house y ghettotech. Estos samples se toman con frecuencia de programas de televisión como Sanford and Son y SpongeBob SquarePants, aunque pueden ser simplemente llamadas y versos repetidos. Los temas instrumentales incluyen potentes breakbeats y patrones de llamada y respuesta similares a los que se puede encontrar en la música go-go de Washington D. C. Los breaks de batería más habituales provienen de discos como "Sing Sing" del grupo de disco Gaz y "Think (About It)" de Lyn Collins. De modo similar al subgénero de techno conocido como breakbeat hardcore, el Baltimore club suena como si la música hubiera sido intencionalmente acelerada, como si cada canción hubiera sido compuesta con una paleta de sonidos limitada y basada en un patrón similar.

## Desarrollo
El Baltimore club nació en discotecas como Club Fantasy, the Paradox, Hammerjack's, Odell's y Club Choices. Los músicos originales del género estaban influenciados por artistas como Michael Jackson y Reuel Moore, y posteriormente utilizaron elementos de Miami bass, si bien la influencia del hip house es la piedra de toque del estilo. El Club Paradox también acogía una de las noches más populares de música house y rave de la Costa Este, "Fever", y contribuyó a extender la popularidad del Baltimore club entre una audiencia más amplia. Los DJs del Paradox Friday KW Griff y Rod Braxton tomaron cierta inspiración para sus sesiones y producciones del breakbeat hardcore inglés. El sello discográfico inglés Blapps! Records publicó varios discos del estilo entre 1989 y 1992 que son considerados clásicos.
A mediados de los años 1990, el Baltimore club desarrolló un seguimiento de culto en la escena de clubs de North Jersey, especialmente el género Brick City club de Newark, Nueva Jersey, desarrollado por DJ Tameil. También había varios programas de radio en el área de Boston que programaban Baltimore club. Además, se extendió hacia el sur, en la zona de Virginia, gracias a DJ Larrikin y DJ Jonty quien produjo temas allí, e incluso tan al sur como en Alabama donde DJ Seven, formalmente conocido como DJ Taj, desarrolló Bamabounce.